# Exposició Universal de Milà (1906)
L'Exposició Universal de Milà (1906) va tenir lloc del 28 d'abril a l'11 de novembre de 1906 a Milà, Itàlia. El tema d'aquesta exposició va ser "El transport".

## Dades
- Superfície: 100 hectàrees.
- Països participants: 25
- Visitants: 10.000.000
- Cost de l'Exposició: 2.600.000 $.